# Harnischia latidentatus
Harnischia latidentatus är en tvåvingeart som först beskrevs av Alexander S. Konstantinov 1948.  Harnischia latidentatus ingår i släktet Harnischia och familjen fjädermyggor. Inga underarter finns listade i Catalogue of Life.